# Parazoanthus
Parazoanthus is een geslacht van neteldieren uit de klasse van de Anthozoa (bloemdieren).

## Soorten
- Parazoanthus anguicomus (Norman, 1868)
- Parazoanthus antarcticus Carlgren 1927
- Parazoanthus aruensis Pax 1911
- Parazoanthus axinellae (Schmidt, 1862)
- Parazoanthus capensis Duerden, 1907
- Parazoanthus darwini Reimer & Fujii, 2010
- Parazoanthus dichroicus Haddon A.C. & Shackleton A.M., 1891
- Parazoanthus douglasi Haddon & Shackleton 1891
- Parazoanthus elongatus McMurrich, 1904
- Parazoanthus gracilis
- Parazoanthus haddoni Carlgren, 1913
- Parazoanthus juan-fernandezii Carlgren 1922
- Parazoanthus lividum Cutress, 1971
- Parazoanthus swiftii (Duchassaing de Fonbressin & Michelotti, 1860)